# Liste der Monuments historiques in Tinténiac
Die Liste der Monuments historiques in Tinténiac führt die Monuments historiques in der französischen Gemeinde Tinténiac auf.

## Liste der Bauwerke
| Bezeichnung                      | Beschreibung                  | Standort | Kennzeichnung | Schutzstatus | Datum | Bild |
| -------------------------------- | ----------------------------- | -------- | ------------- | ------------ | ----- | ---- |
| Kirche Sainte-Trinité-Notre-Dame | Erbaut im 19./20. Jahrhundert | (Lage)   | PA35000076    | Inscrit      | 2016  |      |

## Liste der Objekte

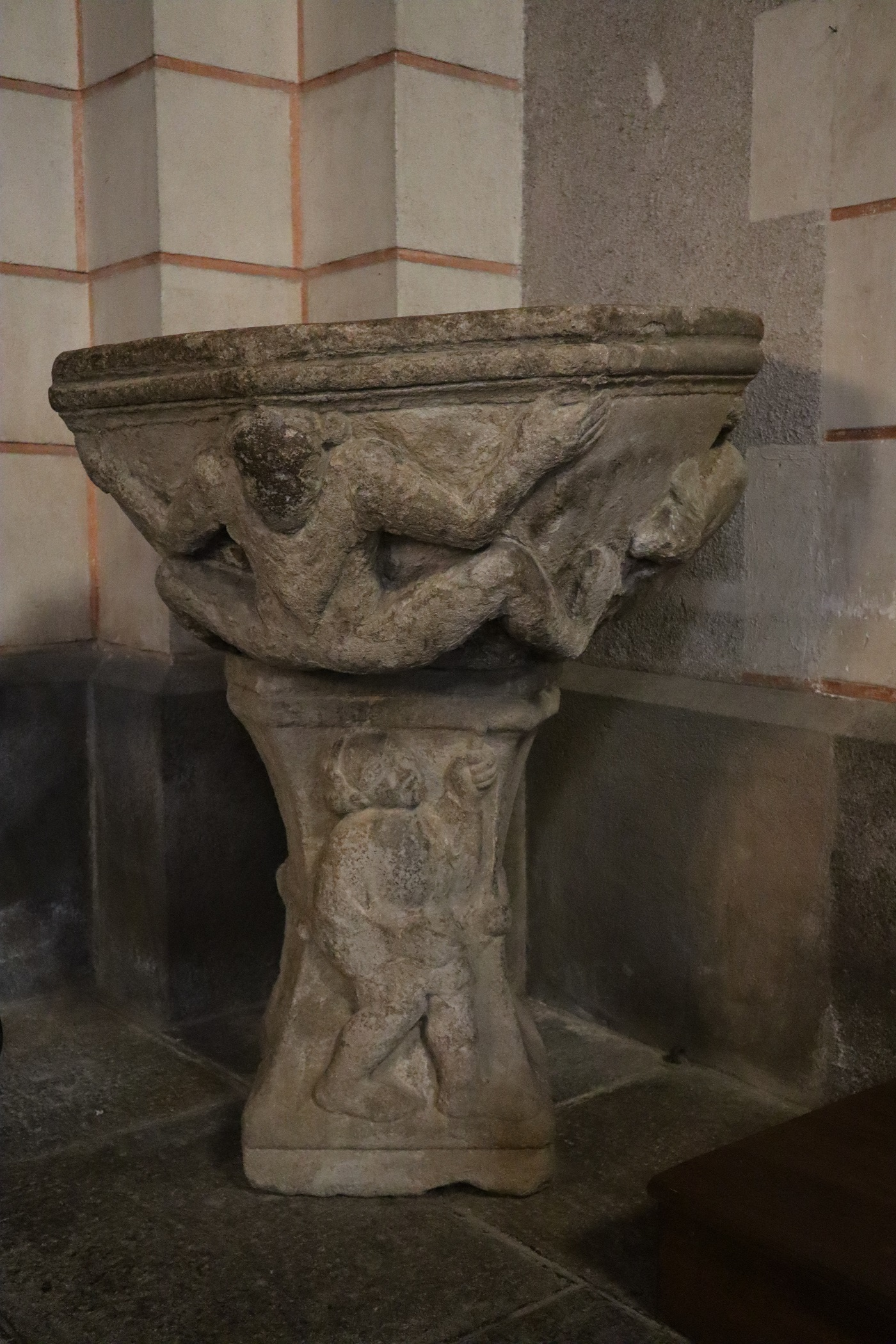
Weihwasserbecken (15. Jahrhundert) in der Kirche Sainte-Trinité-Notre-Dame

- Monuments historiques (Objekte) in Tinténiac in der Base Palissy des französischen Kultusministeriums